# Oscar Fineschi
Oscar Alejandro Fineschi (Quilmes, Provincia de Buenos Aires; 14 de abril de 1958) es un expiloto argentino de automovilismo. Reconocido por su trayectoria a nivel nacional, compitió en las más importantes categorías del automovilismo argentino, como ser el Turismo Carretera, el Turismo Competición 2000, el Turismo Nacional y el Top Race. Entre estas categorías, se destacó primeramente en el Turismo Nacional donde se consagró bicampeón de la divisional Monomarca Sierra (creada en conjunto por el TN y Ford Argentina para promocionar al modelo Ford Sierra) en los años 1986 y 1988, y en segundo término en el Turismo Competición 2000, donde tras debutar en el año 1986, desarrolló 225 carreras representando a las marcas Ford y Honda, llegando a conquistar la Copa TC 2000 para pilotos particulares en el año 2001. En su currículum figuran también incursiones en las categorías Turismo Carretera y en el Campeonato Sudamericano de Superturismos.
Fineschi dio por concluida su carrera profesional en el año 2007, dando paso a su carrera como director deportivo de su propia escudería, el Fineschi Racing, apoyando y promocionando al mismo tiempo la carrera deportiva de su hijo Damián Fineschi. Actualmente, está a cargo de la dirección deportiva de los equipos FE Peugeot Junior de las categorías TC 2000 y Súper TC 2000, asesorando al también expiloto Rubén Salerno, fundador de la Escudería FE, estructura que ganara la representación semioficial de la marca Peugeot en ambas divisionales.
Aun así, a pesar de haber anunciado su retiro, fue invitado a participar en carreras especiales de la Top Race V6 en calidad de piloto histórico, por el chaqueño Juan Manuel Silva, y disputará su última carrera en los 200 km de Buenos Aires de 2016.

## Trayectoria
| Año  | Categoría                                             | Marca               |
| ---- | ----------------------------------------------------- | ------------------- |
| 1985 | Debut en la Clase 2 del Turismo Nacional              | Fiat 128            |
| 1986 | Debut en TC 2000, 5 carreras                          | Ford Taunus         |
| 1986 | Debut en Monomarca Sierra. Campeón                    | Ford Sierra         |
| 1987 | TC 2000, 3 carreras                                   | Ford Sierra         |
| 1987 | Monomarca Sierra                                      | Ford Sierra         |
| 1988 | TC 2000, 5 carreras                                   | Ford Sierra         |
| 1988 | Monomarca Sierra. Campeón                             | Ford Sierra         |
| 1989 | TC 2000                                               | Ford Sierra         |
| 1989 | Monomarca Sierra                                      | Ford Sierra         |
| 1990 | TC 2000                                               | Ford Sierra         |
| 1990 | Debut en Turismo Carretera                            | Ford Falcon         |
| 1991 | TC 2000                                               | Ford Sierra         |
| 1992 | TC 2000, 3 carreras                                   | Ford Sierra         |
| 1993 | TC 2000                                               | Ford Sierra         |
| 1993 | 2 hs de TC, invitado de Fabián Acuña                  | Ford Falcon         |
| 1994 | TC 2000                                               | Ford Sierra         |
| 1994 | 2 hs de TC, invitado de Walter Hernández              | Ford Falcon         |
| 1994 | Turismo Carretera, 1 carrera                          | Ford Falcon         |
| 1995 | TC 2000                                               | Ford Sierra         |
| 1995 | Turismo Carretera                                     | Ford Falcon         |
| 1995 | 2 hs de TC, invitado de Omar Martínez                 | Ford Falcon         |
| 1996 | TC 2000                                               | Ford Escort Ghia    |
| 1996 | Turismo Carretera                                     | Ford Falcon         |
| 1997 | Debut en ST Sudamericano                              | Toyota Corona       |
| 1998 | ST Sudamericano                                       | Toyota Corona       |
| 1999 | ST Sudamericano                                       | Chrysler Stratus    |
| 2000 | ST Sudamericano                                       | Chrysler Stratus    |
| 2000 | Turismo Carretera, 5 carreras                         | Ford Falcon         |
| 2001 | TC 2000, Campeón de torneo pilotos privados           | Honda Civic VI      |
| 2001 | ST Sudamericano, 1 carrera                            | BMW 320             |
| 2001 | Top Race, 1 carrera                                   | Chrysler Stratus    |
| 2002 | TC 2000                                               | Honda Civic VI      |
| 2003 | TC 2000                                               | Honda Civic VI      |
| 2004 | TC 2000                                               | Honda Civic VI      |
| 2005 | TC 2000                                               | Honda Civic VI      |
| 2006 | TC 2000                                               | Honda Civic VI      |
| 2007 | TC 2000, 7 carreras                                   | Honda Civic VII     |
| 2009 | Top Race V6, invitado de Juan Manuel Silva            | Mercedes-Benz C-203 |
| 2010 | Top Race V6, invitado de Juan Manuel Silva            | Ford Mondeo II      |
| 2010 | 24 horas de Nurburgring                               | BMW 320             |
| 2011 | TC 2000, invitado de Damián Fineschi                  | Honda Civic VII     |
| 2013 | TC 2000, invitado de Emmanuel Cáceres. 2 carreras     | Peugeot 408         |
| 2014 | Clase 3 del Turismo Pista, invitado de Tomás Fineschi | Volkswagen Gol      |

- [3]

## Resultados

### Turismo Competición 2000
| Año  | Equipo                   | Auto             | 1    | 2   | 3     | 4     | 5   | 6    | 7   | 8    | 9      | 10     | 11  | 12    | 13    | 14    | Res. | Puntos |
| ---- | ------------------------ | ---------------- | ---- | --- | ----- | ----- | --- | ---- | --- | ---- | ------ | ------ | --- | ----- | ----- | ----- | ---- | ------ |
| 2001 |                          |                  | RAF  | RC  | BB    | SJU I | PAR | BA I | OBE | AG I | SJO    | SJU II | MDA | RES   | AG II | BA II | 18.º | 21     |
| 2001 | Team Pro Racing          | Honda Civic VI   | 6    | 8   | 15    | 10    | 7   | Ret  | 11  | 12   | 7      | 14     | 9   | Ret   | 13    | 21†   | 18.º | 21     |
| 2002 |                          |                  | GR   | RC  | SJU I | BB    | RES | OBE  | AG  | SAL  | SJU II | PAR    | BA  | SRA   | PIG   | MDP   | 10.º | 52     |
| 2002 | Pro Racing Research      | Honda Civic VI   | 6    | 12  | 3     | 4     | Ret | Ret  | 4   | 11   | Ret    | 9      | 7   | Ret   | 5     | 23†   | 10.º | 52     |
| 2003 |                          |                  | SL I | GR  | TRE   | SJU   | BB  | OBE  | RC  | SAL  | RES    | SR     | BA  | SL II | AG    | MDP   | 9.º  | 59     |
| 2003 | Fineschi Racing          | Honda Civic VI   | 13†  | 6   | 8     | 2     | 8   | 8    | 6   | Ex.  | 9      | 2      | Ret | Ret   | 16†   | 6     | 9.º  | 59     |
| 2004 |                          |                  | GR   | VIE | SJU   | PAR   | SL  | OBE  | AG  | CON  | RC     | SRA    | BB  | BA    | RAF   | MDP   | 13.º | 36     |
| 2004 | Fineschi Racing          | Honda Civic VI   | Ret  | 11† | Ret   | 9     | 15† | Ret  | 9   | Ret  | Ret    | 11     | Ret | Ret   | 8     | 3     | 13.º | 36     |
| 2005 |                          |                  | BA I | PAR | VIE   | SJU   | OLA | AG   | CUR | OBE  | RAF    | SRA    | CON | BA II | SL    | GR    | 14.º | 27     |
| 2005 | Italcred Fineschi Racing | Honda Civic VI   | Ex.  | 5   | Ret   | Ret   | 23† | Ret  | 5   | 9    | 14     | 6      | Ret | Ret   | Ret   | 18†   | 14.º | 27     |
| 2006 |                          |                  | BA I | OLA | CR    | VIE   | SFE | SJU  | SRA | RES  | CUR    | SMM    | GR  | BA II | OBE   | PAR   | 15.º | 30     |
| 2006 | Italcred Fineschi Racing | Honda Civic VI   | Ret  | Ret | Ret   | 4     | 4   | 21†  | Ret | Ret  | Ret    | Ret    | 8   | Ret   | Ret   | 8     | 15.º | 30     |
| 2007 |                          |                  | CR   | GR  | BB    | SMM   | SJU | SP   | AG  | SFE  | SRA    | VIE    | BA  | OBE   | SL    | PDE   | 24.º | 4      |
| 2007 | Honda Racing Italcred    | Honda Civic VII  |      |     |       |       | 17† | Ret  | NL  | 8    |        |        |     |       |       |       | 24.º | 4      |
| 2011 |                          |                  | GR   | SFE | SFE   | SMM   | SJU | RES  | AG  | TRH  | LPL    | TRE    | JUN | PDF   | PAR   |       | -    | 0      |
| 2011 | Fineschi Racing          | Honda Civic VIII |      |     |       |       |     |      |     |      | 23     |        |     |       |       |       | -    | 0      |

#### Copa TC 2000
| Año  | Equipo          | Auto           | 1   | 2  | 3  | 4     | 5   | 6    | 7   | 8    | 9   | 10     | 11  | 12  | 13    | 14    | Res. | Puntos |
| ---- | --------------- | -------------- | --- | -- | -- | ----- | --- | ---- | --- | ---- | --- | ------ | --- | --- | ----- | ----- | ---- | ------ |
| 2001 |                 |                | RAF | RC | BB | SJU I | PAR | BA I | OBE | AG I | SJO | SJU II | MDA | RES | AG II | BA II | 1.º  | 174    |
| 2001 | Team Pro Racing | Honda Civic VI | 1   | 1  | 4  | 2     | 1   | Ret  | 2   | 5    | 1   | 2      | 2   | Ret | 4     | 6†    | 1.º  | 174    |

#### Copa de Pilotos Privados
| Año  | Equipo          | Auto             | 1  | 2   | 3   | 4   | 5   | 6   | 7  | 8   | 9   | 10  | 11  | 12  | 13  | Res. | Puntos |
| ---- | --------------- | ---------------- | -- | --- | --- | --- | --- | --- | -- | --- | --- | --- | --- | --- | --- | ---- | ------ |
| 2011 |                 |                  | GR | SFE | SFE | SMM | SJU | RES | AG | TRH | LPL | TRE | JUN | PDF | PAR | 13.º | 3      |
| 2011 | Fineschi Racing | Honda Civic VIII |    |     |     |     |     |     |    |     | 4   |     |     |     |     | 13.º | 3      |

### Súper TC 2000
| Año  | Equipo       | Auto          | 1   | 2   | 3   | 4    | 5   | 6   | 7  | 8   | 9   | 10  | 11  | 12 | 13 | 14    | Res. | Puntos |
| ---- | ------------ | ------------- | --- | --- | --- | ---- | --- | --- | -- | --- | --- | --- | --- | -- | -- | ----- | ---- | ------ |
| 2016 |              |               | TRE | ROS | SMM | AG I | TRH | OBE | BA | SFE | SFE | TOA | SJU | GR | GR | AG II | -    | -      |
| 2016 | Escudería FE | Peugeot 408 I |     |     |     |      |     |     | 16 |     |     |     |     |    |    |       | -    | -      |

## Palmarés
| Título  | Categoría        | Marca          | Año  |
| ------- | ---------------- | -------------- | ---- |
| Campeón | Monomarca Sierra | Ford Sierra    | 1986 |
| Campeón | Monomarca Sierra | Ford Sierra    | 1988 |
| Campeón | Copa TC 2000     | Honda Civic VI | 2001 |